# Sachin Sahrawat
Sachin Sahrawat (ur. 1997) – indyjski zapaśnik walczący w stylu klasycznym. Brązowy medalista mistrzostw Azji w 2022 roku.